# Waleryj Wyrwitsch
Waleryj Aljaksandrawitsch Wyrwitsch (belarussisch Валерый Аляксандравіч Вырвіч, russisch Вале́рий Алекса́ндрович Вы́рвич Waleri Alexandrowitsch Wyrwitsch; * 5. März 1967) ist ein ehemaliger sowjetischer bzw. belarussischer Ruderer.

## Leben
Mit seinem Partner Ihar Subarenka siegte Wyrwitsch im Zweier ohne Steuermann bei der Völker-Spartakiade 1986. 1987 gewannen sie die sowjetische U-21-Meisterschaft und die reguläre sowjetische Meisterschaft. Sie nahmen an den Olympischen Sommerspielen 1988 im Zweier ohne Steuermann teil und wurden Sechste. 1989 gewann Wyrwitsch Gold im Vierer ohne Steuermann bei der sowjetischen Meisterschaft und erreichte in der gleichen Klasse den achten Platz bei den Ruder-Weltmeisterschaften 1989. Bei den Goodwill Games 1990 gewann er Bronze im Achter.
Nachdem sein Ruderpartner Subarenka im Herbst 1990 unerwartet zurückgetreten war, zog auch Wyrwitsch sich aus dem Sport zurück. Später wurde er aber wieder aktiv und nahm unter anderem noch an den Ruder-Weltmeisterschaften 1997 teil. Seit 1998 ist Wyrwitsch Rudertrainer an der Schule der olympischen Reserve Homel.
Wyrwitsch erhielt die Auszeichnung Meister des Sports der UdSSR internationaler Klasse.